# Tribalus vitalisi
Tribalus vitalisi är en skalbaggsart som beskrevs av Desbordes 1920. Tribalus vitalisi ingår i släktet Tribalus och familjen stumpbaggar. Inga underarter finns listade i Catalogue of Life.